# Vicente Bianchi

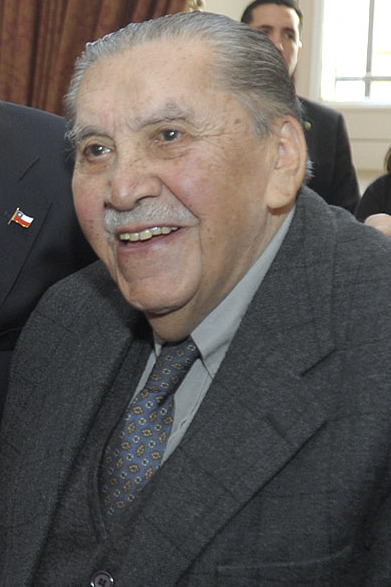
Vicente Bianchi (2012)

Vicente Bianchi Alarcón (* 27. Januar 1920 in Santiago de Chile; † 24. September 2018) war ein chilenischer Pianist, Komponist, Dirigent von Orchestern und Chören sowie Radiomoderator.

## Leben
Bianchi erhielt seine erste musikalische Ausbildung im Alter von sechs Jahren von Daniel Julio Julio und Olga Aguila Fraga. Er besuchte das Liceo Manuel de Salas und wurde 1931 Schüler am Conservatorio Nacional de Música der Universidad de Chile. Hier studierte er Musiktheorie bei Elcira Castrillón de Mutchler, Harmonielehre bei Flora Vial del Guerra, Kontrapunkt bei Samuel Negrete und später Orchesterleitung bei Teodoro Fuchs.
Bereits ab 1930 sammelte er als Leiter eines Kinderorchesters erste Rundfunkerfahrungen beim Radio Otto Becar. Mit dem Orchester unternahm er zwischen 1932 und 1937 mehrere Konzertreisen. 1940 gründete er beim Radio Sociedad Nacional de Agricultura ein professionelles Streichoktett. Im gleichen Jahr trat er als Klavierbegleiter des italienischen Tenors Tito Schippa auf. Von 1943 bis 1949 leitete er ein Orchester bei Radio El Mundo in Buenos Aires. 1949 gründete er bei Radio Minería ein aus dreißig Professoren bestehendes Orchester. 1951 kam er zu Radio El Sol in Lima, wo er vier Jahre lang ein großes Sinfonieorchester leitete. Nach seiner Rückkehr nach Chile arbeitete er erneut für Radio Minería und ab 1960 für Radio Cooperativa Vitalicia.
1955 vertonte Bianchi Pablo Nerudas Canto General, es folgten Werke wie Tonadas de Manuel Rodríguez (1955), Romance de los Carrera (1956) und Canto a Bernardo O´Higgins (1956). Auf Wunsch seines Freundes Francisco Flores del Campo wirkte er an der Instrumentierung von dessen La Pérgola de las flores (nach Isidora Aguirre) mit. Unter den 150 Werken Bianchis finden sich neben Liedern und Klavierstücken auch Orchesterwerke wie die Danzas regionales de Chile und religiöse Werke wie die Misa a la Chilena (1964), die Misa de la Cruz del Sur (1970) und das Te Deum ecuménico (1969–2000). Als Pianist und Dirigent arbeitete er mit Musikern wie Rayen Quitral, Clara Stock, Nora López, Angélica Montes, Ramón Vinay, Verónica Villarroel, Pedro Vargas, Lucho Gatica, Leo Marini und Carmen Sevilla zusammen.